# Bahnhof Meisenheim (Glan)
Der Bahnhof Meisenheim (Glan) war der Bahnhof der Stadt Meisenheim. Er wurde 1896 eröffnet und befand sich an der 1904 auf gesamter Länge eröffneten Glantalbahn Homburg (Saar)–Bad Münster. Teile der Bahnhofsanlage, deren Anschrift Bismarckplatz 1 lautet, – darunter das architektonisch ansprechende Empfangsgebäude – stehen unter Denkmalschutz.

## Lage
Der Bahnhof befindet sich in zentraler Lage der Kleinstadt, durch die sich die Glantalbahn s-förmig schlängelt. Auf der Trasse des inzwischen abgebauten zweiten Gleises der Bahnstrecke befindet sich zudem der Glan-Blies-Weg.

## Geschichte

### Erste Initiativen (1850–1865)

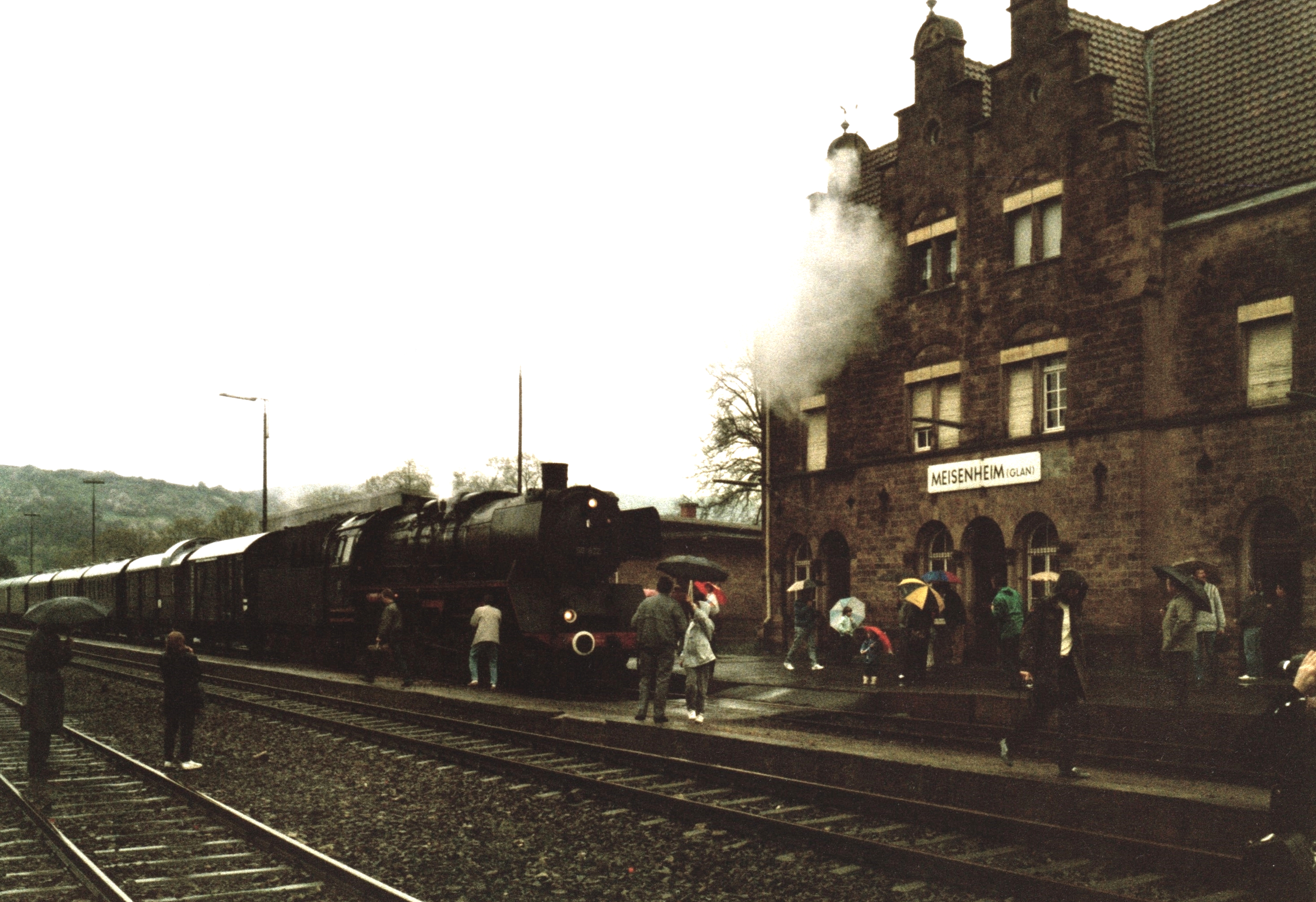
Bahnhof Meisenheim, Ansicht von der Gleisseite, Zustand 1989

Obwohl eine Bahnstrecke entlang des Glan als Verbindung zwischen dem Saargebiet und der Region um Bingen aus geographischer Perspektive naheliegend gewesen wäre, verhinderte die Kleinstaaterei im 19. Jahrhundert lange Zeit einen entsprechenden Bau. Erste Bemühungen, die auf einen Bahnanschluss der nordwestlichen Pfalz abzielten, gehen bis ins Jahr 1856 zurück. Im Zuge des Baus der Rhein-Nahe-Bahn zielte eine Initiative darauf ab, eine Trasse über Meisenheim, Lauterecken, Altenglan und Kusel bis nach St. Wendel und Neunkirchen auf den Weg zu bringen. Die Bestrebungen setzten sich jedoch nicht durch, da Preußen eine solche Bahnstrecke in erster Linie innerhalb des eigenen Territoriums haben wollte. Im mittleren und unteren Glantal zwischen Altenglan und Staudernheim verlief die Grenze zwischen Bayern und Preußen sehr unregelmäßig, was dem Bahnbau ebenfalls abträglich war.
1860 bildete sich ein Komitee, das sich Notabeln des Glan- und Lautertales nannte. Es setzte sich für eine Bahnstrecke ein, die in Kaiserslautern von der Pfälzischen Ludwigsbahn abzweigt, anschließend durch das Lauter- und das untere Glantal verläuft und in Staudernheim auf die im selben Jahr vollendete Rhein-Nahe-Bahn treffen sollte. Preußen verhielt sich bedeckt, da es fürchtete, die Nahestrecke könne dadurch an Bedeutung verlieren. Unterstützung erhielt das Projekt jedoch von Hessen-Homburg, dass seine Exklave Meisenheim ans Schienennetz angeschlossen haben wollte. Hessens Geheimrat Christian Bansa setzte sich 1861 beim preußischen Außenministerium ebenfalls für die geplante Bahnverbindung ein und argumentierte, dass für diese eine größere Nachfrage existiere als eine ebenfalls geplante Strecke entlang der Alsenz.
Preußen war jedoch lediglich bereit, die 1866 gegründete Gesellschaft der Pfälzischen Nordbahnen bei der Errichtung der 1870 in Betrieb genommenen Alsenztalbahn zu unterstützen, deren nördlicher Endpunkt das preußische Bad Münster bildet. Sowohl Bayern als auch Preußen waren nicht bereit, die Zinsgarantie für die 1873 insgesamt rund 3,6 Millionen Gulden berechnete Strecke zu übernehmen.

### Pläne einer strategischen Bahn und Eröffnung des Abschnitts Lauterecken–Staudernheim
Am 7. September 1871 traf sich ein Komitee im Meisenheim, um die von Ingenieuren ausgearbeiteten Pläne für eine solche Strecke zu beratschlagen. Die damals ausgearbeitete Trassierung wich jedoch von der später tatsächlich ausgeführten Strecke stellenweise ab, so sollte der Bahnhof vor Ort an einer anderen Stelle entstehen. Das besagte Komitee gab am 27. Januar des Folgejahres schließlich eine Denkschrift heraus, in der sowohl die wirtschaftliche als auch die militärische Bedeutung einer Bahnlinie entlang des Glan hervorgehoben wurde. Zunächst scheiterte das Vorhaben an unterschiedlichen Vorstellungen zur Zinsgarantie zwischen Preußen und Bayern, deren Territorium die Strecke berühren sollte.
1891 schlossen Bayern und Preußen einen Staatsvertrag, der vorsah, dass die geplante Strecke von Lauterecken nach Staudernheim von der Gesellschaft der Pfälzischen Nordbahnen gebaut und betrieben werden solle. Bei den Bauarbeiten war es erforderlich, das Flussbett des Glan zu verlegen, um das Gleis für die Bahn verlegen zu können.
Der Abschnitt Lauterecken-Odernheim wurde Ende Oktober 1896 als unmittelbare Fortsetzung der Lautertalbahn eröffnet. Zu diesem Zeitpunkt verfügte der Bahnhof Meisenheim über 9 Weichen, eine Kopf- und eine Seitenrampe, ein Überholgleis, einen großen Güterschuppen und mehrere Nebengleise, die insgesamt 297 Meter lang waren. Nördlich des Bahnhofs befand sich zudem eine Bahnmeisterei. Zwischen Lauterecken und Odernheim war Meisenheim zudem der einzige Bahnhof, in den Zugkreuzungen möglich waren. Am 1. Juli 1897 erfolgte die Durchbindung der Strecke bis nach Staudernheim an der Nahetalbahn.
Zur selben Zeit revidierte Bayern seine ablehnende Haltung gegenüber einer strategischen Bahnlinie entlang des gesamten Glan, da sich die deutschen Beziehungen zu Frankreich zwischenzeitlich verschlechtert hatten. Die strategische Strecke sollte von Homburg aus unter Mitbenutzung der Bahnstrecke Landstuhl–Kusel auf dem Abschnitt Glan-Münchweiler–Altenglan und der vom Lautertal aus kommenden Strecke ab Lauterecken bis nach Bad Münster verlaufen, wobei sich der Verlauf ab Odernheim am rechten Ufer der Nahe orientieren sollte. Gleichzeitig war vorgesehen, die Bestandsstrecke Lauterecken–Odernheim zweigleisig auszubauen. Die Glantalbahn wurde schließlich am 1. Mai 1904 auf durchgehender Länge eröffnet; entlang dieser neuen Bahnstrecke war Meisenheim eine von insgesamt 26 Unterwegsstationen.

### Weitere Entwicklung (1914–2000)
Vor allem nach dem Zweiten Weltkrieg verlor die Glantalbahn zunehmend an Bedeutung. Die Bahnmeisterei vor Ort, die jahrzehntelang für den Streckenabschnitt der Glantalbahn zwischen Odenbach und Staudernheim beziehungsweise Bad Münster am Stein zuständig war, wurde um 1960 aufgelöst. 1963 erfolgte beispielsweise der Rückbau des zweiten Gleises zwischen Meisenheim und Odernheim. Auch der Teilabschnitt Altenglan–Meisenheim wurde in den 1960er Jahren schrittweise auf ein Gleis zurückgebaut. Nachdem bereits 1981 der Abschnitt Homburg–Glan-Münchweiler und 1985 der Abschnitt Altenglan–Lauterecken-Grumbach den Personenverkehr eingebüßt hatten, wurde die Bahn zwischen Glan-Münchweiler und Odernheim zum 29. September 1985 offiziell zur Nebenbahn herabgestuft.

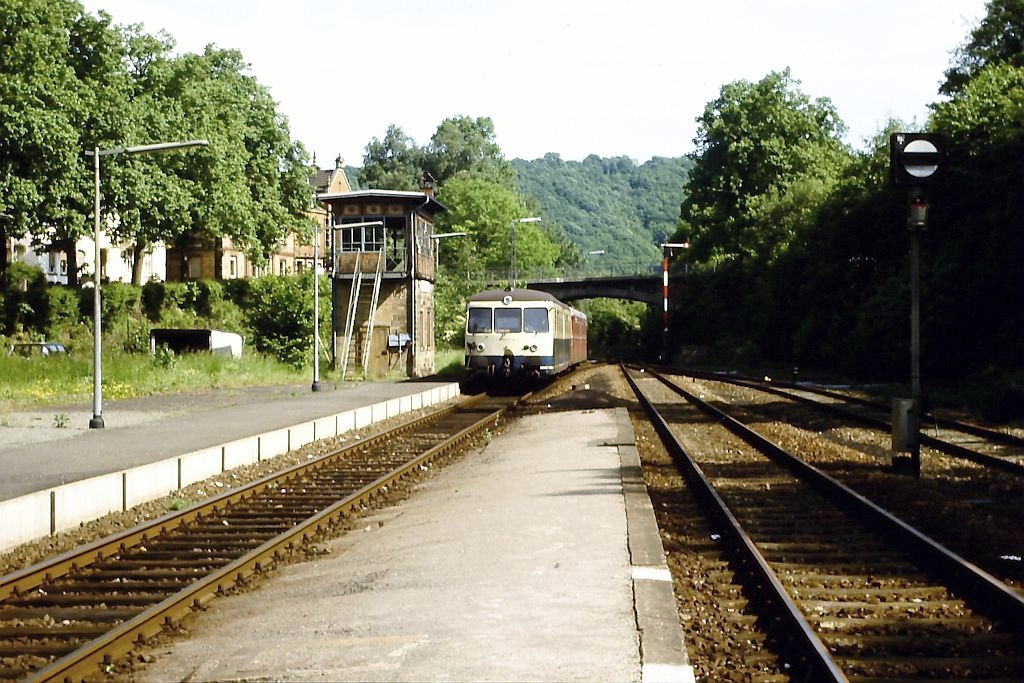
Akkutriebwagen DB 515 547 in Meisenheim kurz vor der Einstellung des Personenverkehrs zwischen Lauterecken-Grumbach und Staudernheim 1986

Der Personenverkehr wurde zwischen Lauterecken-Grumbach und Staudernheim am 30. Mai 1986 eingestellt. Der letzte Zug traf verspätet um 18:15 Uhr im Bahnhof ein. Vor Ort waren viele Leute am Bahnsteig anlässlich der Einstellung eingetroffen. Vier Minuten später fuhr der Zug ab. Zuletzt hatte im Personenverkehr lediglich die Beförderung von Schülern eine größere Rolle gespielt. Noch wenige Jahre zuvor waren die Bahnsteige erneuert worden.
Neben Lauterecken-Grumbach und Odernheim war Meisenheim nur noch einer von drei verbliebenen Gütertarifpunkten entlang des Streckenabschnitts. Da die Bedienung von Meisenheim von Lauterecken aus erfolgte und die von Odernheim von Staudernheim aus, war der Abschnitt Meisenheim–Odernheim fortan ohne regulären Verkehr; militärische Gründe verhinderten wegen des Kalten Kriegs jedoch den Abbau der Gleise. Mit der Aufgabe des Gütertarifpunktes Odernheim im Jahr 1988 gab es entlang der Glantalbahn nördlich von Meisenheim keinen Betrieb mehr. Nachdem Meisenheim als letzter Gütertarifpunkt in dem Abschnitt 1993 aufgegeben worden war, wurde die Strecke zwischen Lauterecken und Staudernheim zum 1. Juli 1996 offiziell stillgelegt.

### Eröffnung der Draisinenstrecke (seit 2000)
Zwischenzeitlich wurde ein Gutachten erstellt, das zu dem Ergebnis kam, dass eine Reaktivierung des unteren Glantlabahnabschnitts Lauterecken–Staudernheim wirtschaftlich sinnvoll sei. Eine Realisierung dieses Vorhabens scheiterte jedoch aus finanziellen Gründen. Um eine endgültige Stilllegung einschließlich Streckenabbau zu verhindern, hegten Studenten der Technischen Universität Kaiserslautern Pläne, wonach auf der Glantalbahn zwischen Altenglan und Staudernheim ein Betrieb mit Eisenbahn-Draisinen eingerichtet werden solle. Zu den Unterstützern dieses Projekts gehörte der damalige Kuseler Landrat Winfried Hirschberger, dem im Jahr 2000 schließlich die Verwirklichung gelang. Seit 2000 ist der Bahnhof Meisenheim eine Draisinenstation auf der Glanstrecke.

## Bauwerke
Das Empfangsgebäude, der Güterschuppen sowie weitere Nebengebäude stehen unter Denkmalschutz. Zudem ist das frühere Stellwerk noch vorhanden.

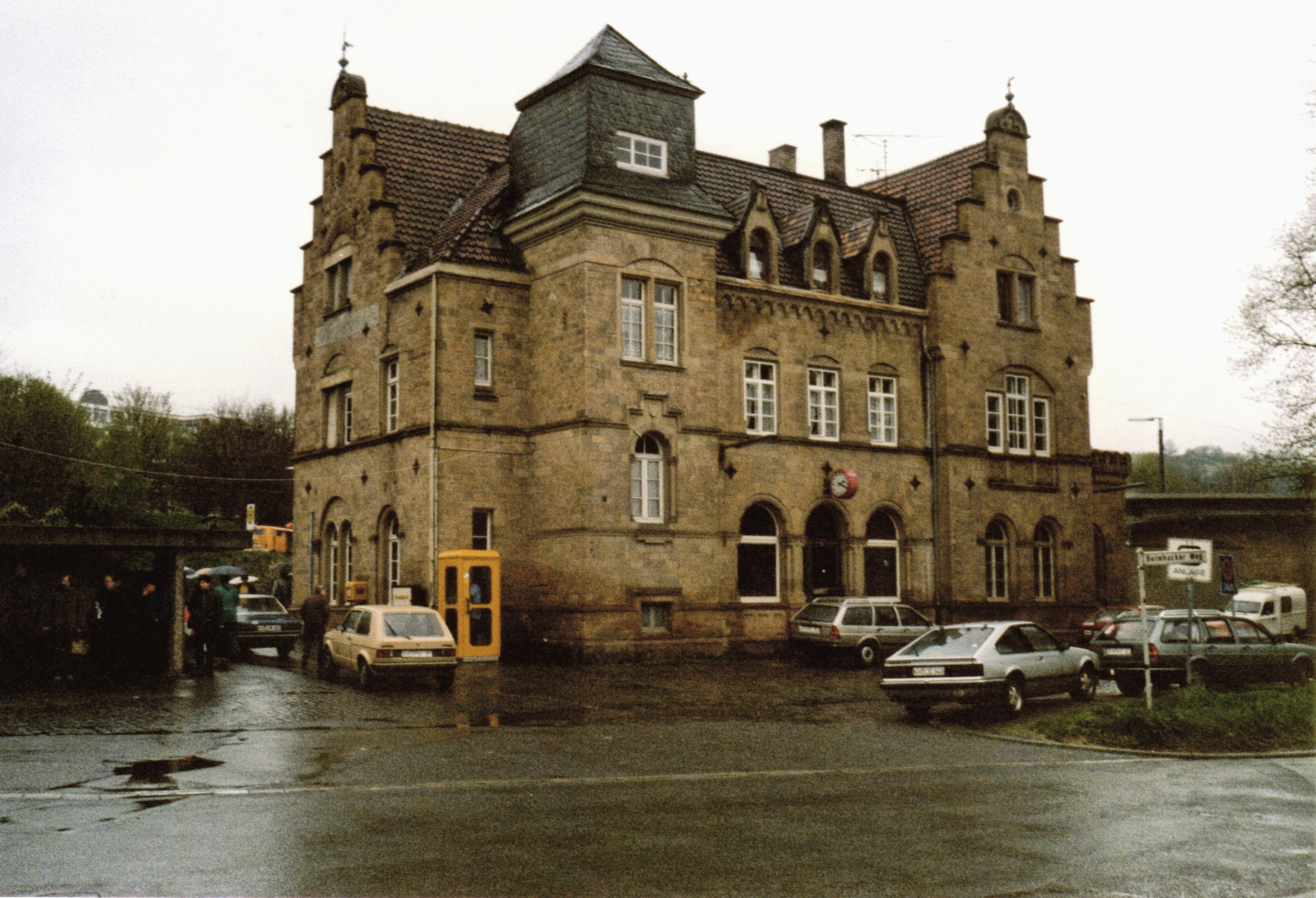
Bahnhof Meisenheim, Ansicht von der Straße, Zustand 1989

Genau wie die übrigen Bahnhofsgebäude entlang der unteren Glantalbahn war der Baustil desjenigen in Meisenheim typisch für die Gesellschaft der Pfälzischen Nordbahnen. Es trägt Stilelemente der Gotik sowie der Romantik und verfügt über zwei Stockwerke sowie über ein Dachgeschoss. Die der Stadt zugewandte Seite ist von ihrem Aufbau her asymmetrisch. Das Treppenhaus ist einem Turm nachempfunden; dessen besaß ursprünglich ein farbiges Muster mit Schieferplatten. Nachdem das Bahnhofsgebäude im Zweiten Weltkrieg zerstört worden war, wurde der Turmaufsatz schlichter, diesmal pyramidenförmig errichtet. Außerdem wurde das Fachwerk verschiefert. Die Bahnseite hingegen ist symmetrisch gehalten. Dort befindet sich ein zweiteiliger Treppengiebel.
Zur Zeit seiner Eröffnung im Jahr 1896 war Meisenheim mit einem Kurbelwerk als Befehlsstelle vor dem Empfangsgebäude ausgestattet. Im Rahmen der Erweiterungen beim Bau der strategischen Glantalbahn 1904 erhielt der Bahnhof dann zwei Stellwerke der Bauart „Bruchsal G“. Später wurde eines der Stellwerke zum Fahrdienstleiterstellwerk umgebaut und die Befehlsstelle dorthin verlegt. Nach der Umstellung der Strecke auf vereinfachten Zugbetrieb (VZB) Sommer 1986 waren die Stellwerke außer Betrieb. Das Kurbelwerk und die Hebelbank eines der Stellwerke wurden von der DGEG übernommen.
Im Zuge der Aufnahme des Draisinenbetriebs wurden zwei Eisenbahnwagen auf den Bahnhofsgleisen aufgestellt, von denen einer als Gepäck- und der andere als Toilettenwagen dient.

## Verkehr

### Personenverkehr
Zum Zeitpunkt der Streckeneröffnung verkehrten fünf Züge aus und vier nach Kaiserslautern; hinzu kam ein Paar, das ausschließlich zwischen Odernheim und Lauterecken fuhr. Mit der durchgehenden Eröffnung der Glantalbahn 1904 verkehrten drei Zugpaare zwischen Homburg und Bad Münster; gleichzeitig endeten die durchgehenden Verbindungen bis nach Kaiserslautern. Im Jahr 1905 wurden am Bahnhof Meisenheim insgesamt 24636 Fahrkarten verkauft. Bis zum Ausbruch des Ersten Weltkrieges erhöhte sich die Zahl der Zugpaare auf elf, ging nach dem Krieg jedoch deutlich zurück. Bis Ende der 1930er Jahre erhöhte sich das Angebot wieder, um danach erneut einzubrechen.
1965 wurden zwei Eilzugpaare zwischen Zweibrücken und Mainz eingerichtet, die über die Glantalbahn verkehrten und die in Meisenheim hielten. Initiator dieser Verbindung war der damalige Zweibrücker Oberbürgermeister Oskar Munzinger, der zu diesem Zeitpunkt ebenfalls im Landtag von Rheinland-Pfalz saß und seine beiden Arbeitsplätze miteinander verbunden haben wollte. Im Volksmund wurden diese Züge deshalb als „Munzinger-Express“ bezeichnet. Aufgrund der inzwischen fehlenden Verbindung Odernheim-Bad Münster mussten diese Züge nach Staudernheim fahren, dort Kopf machen und anschließend Richtung Osten die Nahetalbahn benutzen. 1967 gab es weiteres Paar zwischen Homburg und Gau Algesheim. Ab 1970 waren diese Verbindungen offiziell nur noch Nahschnellverkehrszüge, ehe sie 1979 komplett eingestellt wurden.

### Güterverkehr
Im Gegensatz zu vielen anderen Bahnhöfen entlang der Glantalbahn war Meisenheim kein allzu großer Gütertarifpunkt, dennoch der bedeutendste zwischen Lauterecken-Grumbach und Odernheim. Das Aufkommen resultierte vor allem durch Produkte aus der Landwirtschaft sowie durch Brennstoffe. Die Brauerei Bonnet verfügte seit 1897 über Bierwagen, weiterer Kunde war die in der Nähe des Bahnhofs angesiedelte Firma Riedelbach und Stoffregen.
1905 wurden am Bahnhof insgesamt 19867,03 Tonnen Güter empfangen beziehungsweise versandt. Um 1920 herum erfolgte die Bedienung des Streckenabschnitts Bad Münster–Lauterecken-Grumbach vom Güterbahnhof in Ebernburg an der Alsenztalbahn aus, der südlich von Lauterecken als Durchgangsgüterzug bis nach Homburg verkehrte. Vor allem in den 1970er Jahren ging der Güterverkehr deutlich zurück: wurden 1972 in Meisenheim noch 9824 Tonnen empfangen und 2100 versandt, hatte sich das Frachtaufkommen zehn Jahre später auf 6557 beziehungsweise 1135 Tonnen reduziert. Mit der Schließung des Gütertarifpunkts Odernheim war Meisenheim der letzte Gütertarifpunkt nördlich von Lauterecken, ehe er am 28. Februar 1993 ebenfalls aufgegeben wurde.